# Yassine El Ghanassy
Yassine El Ghanassy (La Louvière, 1990. július 12. –) belga válogatott labdarúgó.

## Pályafutása

### Klubcsapatokban
El Ghanassy a belga RAA Louviéroise akadémiáján nevelkedett, a felnőtt csapatban 2008-ban mutatkozott be. 2008 és 2014 között több mint száz belga élvonalbeli mérkőzésen lépett pályára a KAA Gent színeiben, valamint kölcsönben futballozott a West Bromwich Albion és a Heerenveen csapataiban is. 2014 óta megfordult még Norvégiában, Franciaországban és Szaúd-Arábiában is. 2021 márciusában leigazolta őt a magyar élvonalbeli Újpest FC csapata.

### Válogatott
Többszörös belga utánpótlás-válogatott. Először 2010 októberében Georges Leekens szövetségi kapitány hívta be a belga válogatott keretébe. El Ghanassy végül 2011. február 9-én debütált a belga válogatottban egy Finnország elleni felkészülési mérkőzésen, a 82. percben Eden Hazardot váltotta.

#### Mérkőzései a belga válogatottban
| #  | Dátum               | Ellenfél   | Eredmény | Kiírás              | Esemény |
| -- | ------------------- | ---------- | -------- | ------------------- | ------- |
| 1. | 2011. február 9.    | Finnország | 1 – 1    | barátságos mérkőzés | 82'     |
| 2. | 2011. augusztus 10. | Szlovénia  | 0 – 0    | barátságos mérkőzés | 86'     |

## Sikerei, díjai
KAA Gent 
- Belga kupa (1): 2010

 Újpest FC
- Magyar kupagyőztes (1): 2021